# Vendôme
Vendôme ou, na sua forma portuguesa, Vandoma é uma comuna francesa na região administrativa do Centro, no departamento Loir-et-Cher. Estende-se por uma área de 23,88 km². Em 2010 a comuna tinha 16 782 habitantes (densidade: 702,8 hab./km²).